# Шпайерский договор
Договор в Шпайере (нем. Vertrag von Speyer; венг. Speyeri szerződés) — мирный договор между двумя венгерскими королевствами, известными в историографии как Королевская Венгрия, во главе с Максимилианом II, и Восточно-Венгерское королевство, управляемое Яноше Жигмондом Запольяи, и ратифицированный Шпейерским рейхстагом в 1570 году. Запольяи сложил номинальные полномочия короля Венгрии, однако Максимилиан признавал Яноша Жигмонда как «князя Трансильвании», а взамен трансильванский правитель признал Габсбурга королём Венгрии с сохранением Трансильвании в вассальной зависимости от Венгерского королевства.
Также, согласно условиям договора, Янош II Жигмонд Запольяи получил титул princeps Transsylvaniae et partium regni Hungariae dominus — князь Трансильвании и правитель частей Венгрии.
Данный договор подтверждал принцип единой Венгрии: Парциум и Трансильвания передавались Яношу II, но как имперскому князю. Запольяи контролировали Затисье и до этого, но договор позволил им владеть этой территорией без страха, что Габсбурги оспорят власть рода Запольяи. В некотором смысле Запольяи обменяли титул на территорию.
С подписанием договора в Шпайере Восточно-Венгерское королевство прекратило своё существование, разделившись на Парциум и Княжество Трансильвания.